# Pieternella de Baraccaud
Pieternella de Baraccaud auch bekannt als Pieternella Overdulve und als Vrouw de Meij (geboren 18. November 1813 in Haamstede; gestorben 15. November 1892 in Serooskerke) war eine Landarbeiterin und Gelegenheitsdichterin.

## Leben
Pieternella de Baraccaud wurde am 18. November 1813 in Haamstede geboren. Sie war die uneheliche Tochter des Gendarm aus Annecy Pierre-Michel Barracaud (1781–1829), der in Haamstede stationiert war und Willemijntje Overdulve (1791–1827), die als Dienstmädchen für den Bürgermeister von Haamstede arbeitete. Barrucand meldete die Geburt von Piternelle, der Name war die niederländische Version des Vornamens seiner Mutter, Peronne, am 5. Dezember. Er verschwand bevor er die Anerkennungsurkunde unterzeichnen konnte. Vermutlich ging er nach Frankreich. Piternelles offizieller Nachname wird im Bevölkerungsregister auch als Barracand, Barracanth und Barrakant aufgeführt. Ihre Mutter ließ das Baby bei ihren Eltern und Piternelles bekam so den Nachnamen Overdulve. Sie blieb auch nach der Heirat ihrer Mutter mit dem Kaufmann Joost Nuijens im Jahr 1817 bei den Großeltern. Durch diese Ehe bekam sie sieben Halbgeschwister. Durch ihre Großeltern erhielt sie eine angemessene Erziehung. Der Familienüberlieferung zufolge litt Pieternella unter Albinismus. Ab ihrem siebzehnten Lebensjahr arbeitete sie als Dienstmädchen in Renesse, Serooskerke, Haamstede und Ellemeet. Im Alter von 25 Jahren heiratete sie am 19. April 1839 in Serooskerke den Schleusenwärter und Landarbeiter Cornelis Guilliamszoon de Meij (1812–1902), einen Landarbeiter aus Serooskerken. Er arbeitete auch als Stadtausrufer und Versicherungsvertreter. Zwischen 1838 und 1856 bekamen sie elf Kinder, von denen mindestens vier jung starben.
Im Nieuwen Zeeuwschen Volksalmanak von 1875 herausgegeben von Hendrik Marinus Christiaan van Oosterzee erschien unter dem Titel „Ein verborgenes Talent“ ein kurzer Beitrag über die Versuche der Vrouw de Meij, etwas gegen die schlechte Trinkwasserversorgung im Schleusenwärterhaus zu unternehmen, offenbar nachdem die Bitte ‚ihrer Krelis‘ erfolglos geblieben war. Diese Information hatte Van Oosterzees von Herrn Schalkwijk, einem Mitglied des Wasserverbandes Schouwen bekommen. Dieser hatte ihm die Briefe gezeigt, die Pieternella de Meij an den Wasserverband geschrieben hatte. Sie beschwerte sich, dass es in der Hütte nur eine Regentonne gab. In der sehr feuchten Gegend von Schouwen waren diese Fässer nicht geeignet, da das Holz zu faulen begann und sie infolgedessen ständig undicht waren. Viel besser wäre es, wenn diese Häuser über einen „Tras“ verfügen würden: einen gemörtelten Behälter, der auch das Regenwasser vom Dach auffangen würde. Zunächst hatte sie einen Brief an den Deichvorsteher gerichtet, den nächsten, datiert vom 4. Juli 1873 an die Leitung des Wasserverbandes.
Ihre Briefe hatte sie im Alter von 59 Jahren in Reimform verfasst, in einer wunderbar naiven Art der Hausfrauenpoesie. Ihr erster Brief umfasste elf Strophen, wie auch ihr nächster Brief, in dem sie sich beklagte, dass die Mängel am Schloss zwar behoben seien, sie aber immer noch kein Trass habe. In diese gereimte Bittschrift bezog sie auch andere Frauen mit ein. Laut Van Oosterzee hat Frau de Meij ihr Trass erhalten. Über ihr weiteres Leben ist nichts bekannt, außer dass Nagtglas 1890 schrieb: „Das Paar feierte vor kurzem die Goldene Hochzeit, wobei die gute Frau in Reimen die erfahrenen Segnungen aufzählte.“ Er nennt dies umso bemerkenswerter, weil die Bildung der Bevölkerung von Schouwen „auf einem ziemlich niedrigen Niveau“ war. Frau de Meij starb am 15. November 1892 im Alter von 78 Jahren.